# Pierluigi Deodato
Pierluigi Deodato (Catania, 21 giugno 1899 – Billò Lechemptì, 5 giugno 1941) è stato un militare italiano, decorato di Medaglia d'oro al valor militare alla memoria nel corso della seconda guerra mondiale.

## Biografia
Nacque a Catania il 21 giugno 1899, figlio di Giuseppe a Agata Consoli.  Arruolato nel Regio Esercito nel novembre 1918,  verso la fine della prima guerra mondiale, come sottotenente di complemento, l'anno successivo partì per la Cirenaica in servizio nel VI Battaglione del 34º Reggimento fanteria "Livorno". Promosso tenente nel maggio 1920 chiese, ed ottenne, di rimanere in servizio ed assegnato al Regio Corpo Truppe Coloniali della Cirenaica, prese parte alle operazioni di grande polizia coloniale per oltre cinque anni meritandosi il passaggio in servizio permanente effettivo.
Rientrò in Italia nell’ottobre 1925, venne trasferito in servizio al 1º Reggimento alpini, e promosso capitano nel 1933 passò al 5º Reggimento alpini. Il 10 marzo 1935 si imbarcò a Napoli per l'Africa Orientale in vista dello scoppio della guerra d'Etiopia. Dopo la fine della guerra fu trasferito al Regio corpo truppe coloniali d'Eritrea come comandante della compagnia mitraglieri dell'VIII Battaglione eritreo. Prese parte alle grandi operazioni di polizia coloniale in A.O.I.. Assunto il comando del VI Battaglione della VII Brigata coloniale nel novembre 1939, con l'entrata in guerra del Regno d'Italia fu subito mandato in zona di operazioni. Nel febbraio 1941 fu promosso maggiore. Catturato il 5 giugno 1941 a Billò Lechemptì venne assassinato subito dopo. Già decorato di una medaglia di bronzo e tre croci di guerra al valor militare venne insignito della medaglia d'oro al valor militare alla memoria.